# Колокольчик чесночницелистный
Колоко́льчик чесночницели́стный, или Колокольчик бледноо́хряный (лат. Campānula alliariifōlia) — растение; вид рода Колокольчик семейства Колокольчиковые.

## Ботаническое описание

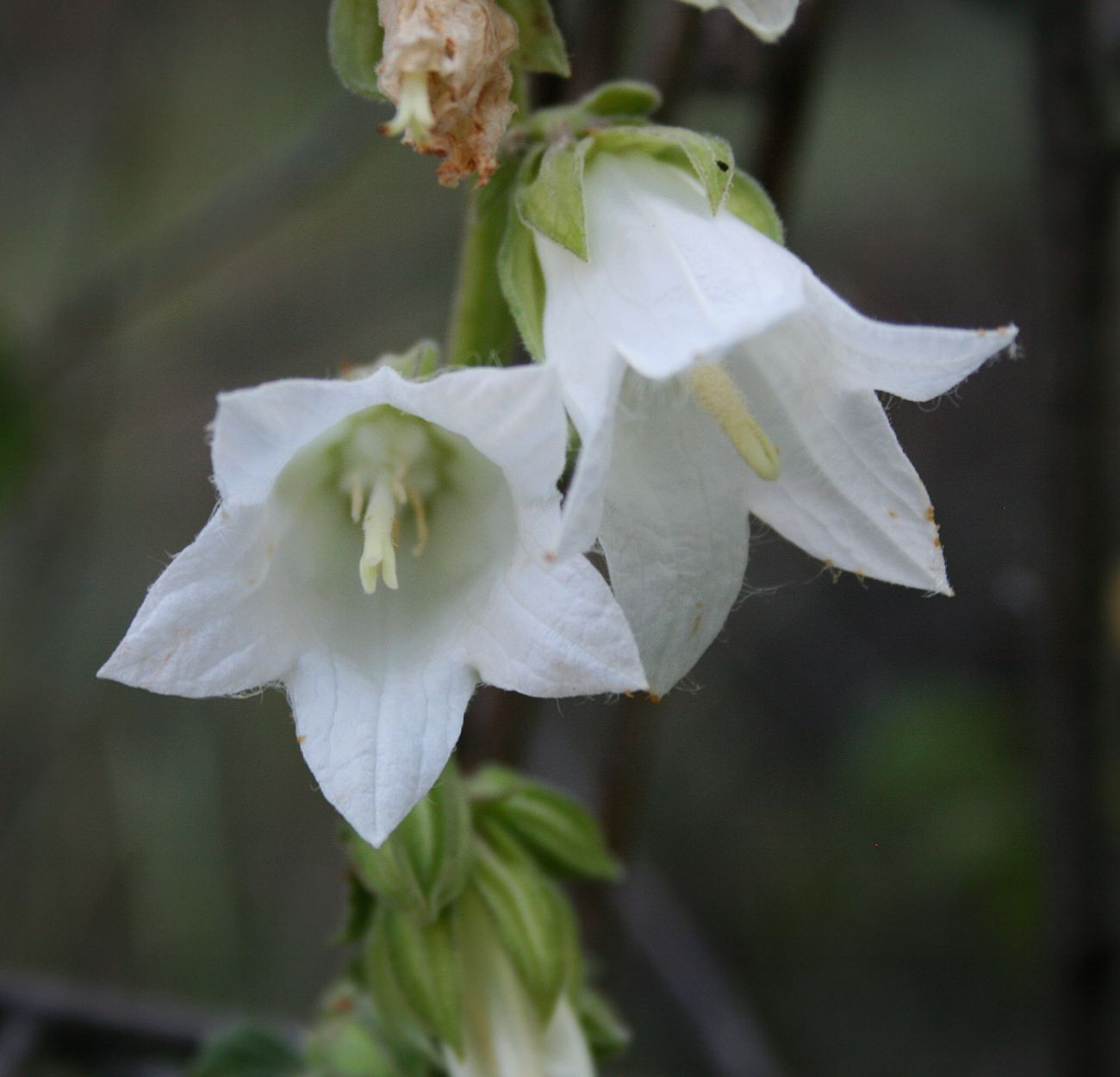
Цветок

Многолетнее травянистое растение высотой от 30 до 65 см, с прямостоячими стеблями.
Стебель прямой, большей частью простой. Стебель и листья шероховатые от коротких волосков. Стеблевые листья сердцевидные, сердцевидно-овальные или овальные, неравногородчато-пильчатые, нижние прикорневые — треугольно-сердцевидные, с черешками, верхние — сидячие, продолговато-ланцетные, снизу густо бархатисто-опушённые.
Цветки длиной от 22 до 26 мм, на цветоножках, собраны в малоцветковую одностороннюю кисть. Венчик желтовато-белый, крупный (ширина отгиба до 18 мм), воронковидно-колокольчатый, по краю реснитчатый, чашелистики вниз загнутые, ланцетные. Цветение в июне — августе.
Плоды — поникающие, вскрывающиеся у основания коробочки.

## Распространение и экология
Причерноморско-средиземноморский вид, произрастает в Малой Азии и на Кавказе. В России — на юг от Волгоградской области.
Как правило, растёт в зарослях степных кустарников, по опушкам, на каменистом или песчаном субстрате.

## Охрана
Включен в Красные книги следующих субъектов РФ: Волгоградская область.

## Синонимы
Согласно данным theplantlist.org
- Campanula lamiifolia var. albotomentosa Rupr.
- Medium alliariifolium (Willd.) Spach